# Heteralonia maculosa
Heteralonia maculosa är en tvåvingeart som först beskrevs av Christian Rudolph Wilhelm Wiedemann 1819.  Heteralonia maculosa ingår i släktet Heteralonia och familjen svävflugor. Inga underarter finns listade i Catalogue of Life.